# Garde Hlinka
 (mars 2020).
Améliorez-le ou discutez des points à vérifier. 
La hlinkova garda slovaque : Hlinkova garda est la milice du Parti populaire slovaque durant la période allant de 1938 à 1945. 
Pour l'essentiel, pendant la guerre 1939-1945, elle est dirigée par Jozef Tiso (1887-1947), successeur du prêtre Andrej Hlinka (1864-1938).
À la suite du décret Beneš no 16/1945, l'appartenance à la garde est punissable de 5 à 20 ans d'emprisonnement.
La question, extrêmement complexe, consiste à démêler ce qui relève de la responsabilité d’un dirigeant politique et des agissements de l’État à la tête duquel il se trouve. Tiso a été chef de gouvernement puis chef de l’État slovaque de façon continue de novembre 1938 à mai 1945. De ce point de vue, il n’est pas illégitime de lui imputer l’ensemble des actions et des crimes commis par cet État slovaque.

## Origine: Rodobrana (1923-1927)
La hlinkova garda a été précédée par la Rodobrana, active de 1923 à 1927, année de sa dissolution par les autorités tchécoslovaques. Durant la crise des Sudètes de l'été 1938, la Garde Hlinkova émerge spontanément. Le 8 octobre, une semaine après que les exigences d'Hitler ont été acceptées lors de la Conférence de Munich, la Garde est officiellement créée avec Karol Sidor (en) (1901-1953) comme premier chef. La Rodobrana, réactivée à la même occasion par son fondateur Vojtech Tuka libéré, y est intégrée, tout en gardant une autonomie structurelle jusqu'à sa dissolution définitive le 24 juin 1940 : l'ensemble de son personnel et de ses biens furent transférés à la Garde.

## Missions
La garde est, de fait, le bras armé pour la sécurité interne du parti Hlinka et poursuit ce rôle sous le gouvernement autonome de Slovaquie dans la Tchécoslovaquie fédérale.
La hlinkova garda, police de l'État slovaque, participe volontairement aux plans d'Hitler. Elle opère contre les juifs, les Tchèques, les Hongrois, les partisans de gauche et l'opposition.
Par un décret du 29 octobre 1938, la garde Hlinkova est désignée comme seul corps autorisé à donner à ses membres une formation paramilitaire. Ce décret lui donne un statut officiel dans le pays.
Les gardes portent un uniforme noir et une casquette ressemblant à un bateau avec un pompon en laine sur le dessus. Ils utilisent le salut nazi. La formule de salutation officielle est Na stráž! ("En garde!").

Emblême
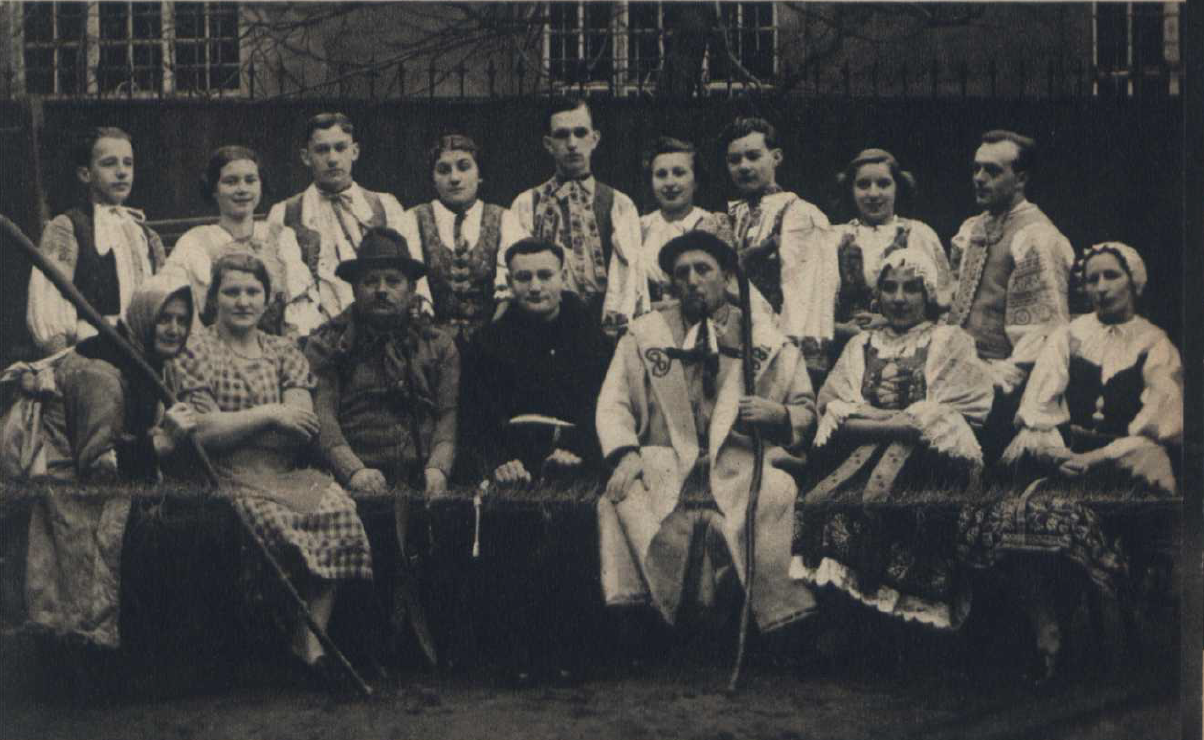
Bratislava, 1939
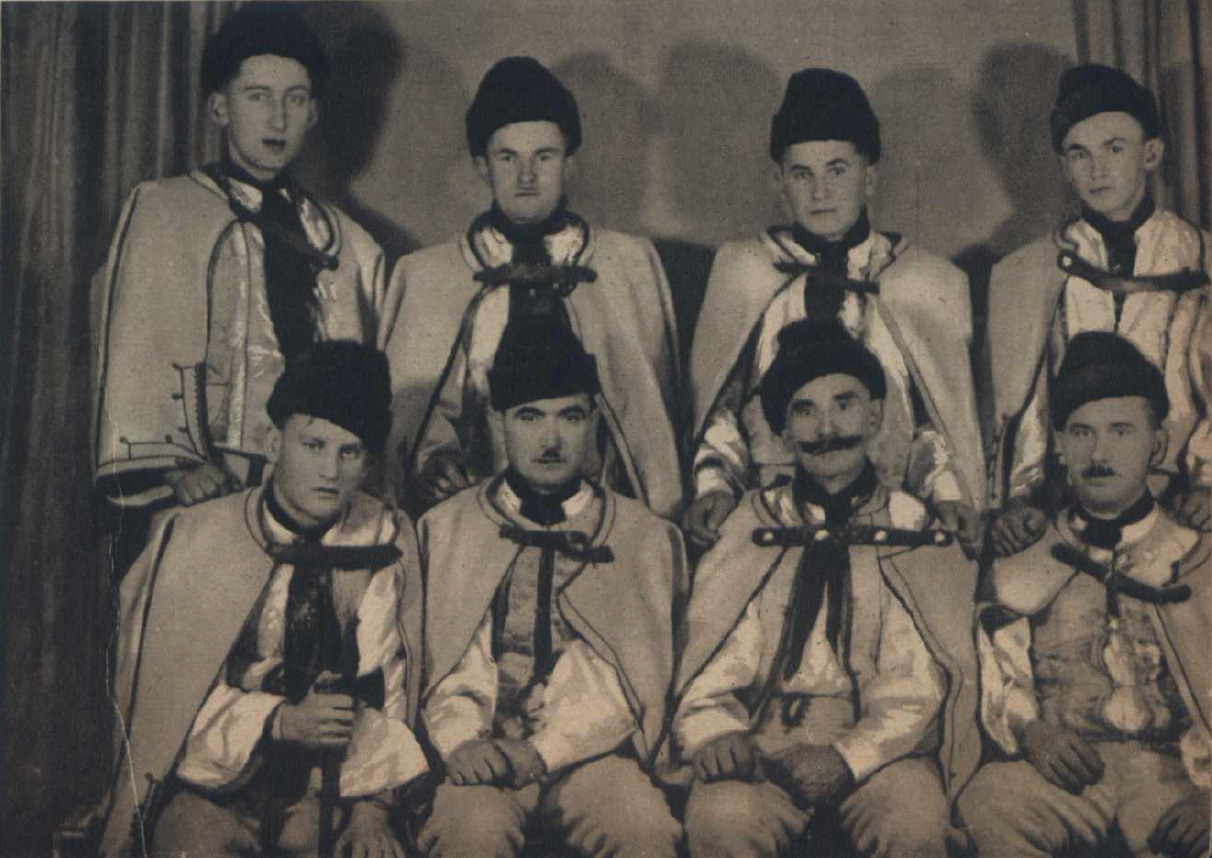
Bzovik
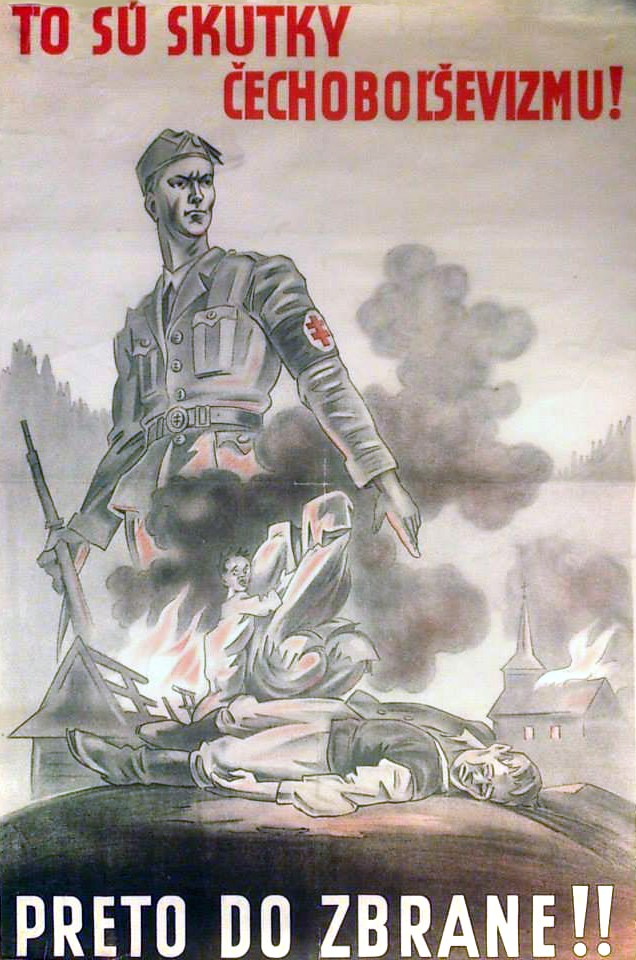
Affiche
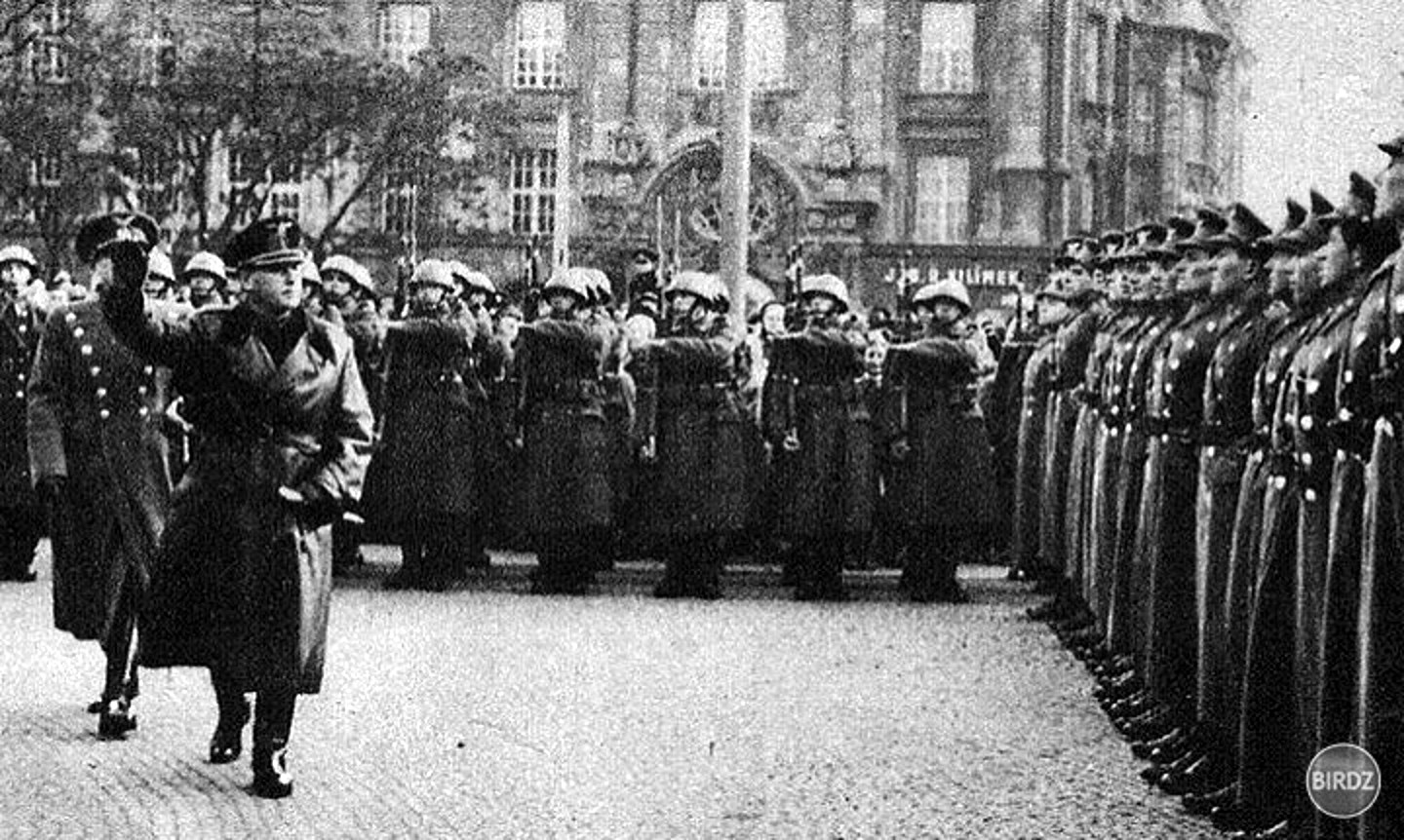
Alexander Mach (1902-1980)

## Adhésion
Jusqu'à la proclamation de l'indépendance de la Slovaquie, le 14 mars 1939, la garde Hlinkova attire des recrues de tous horizons. Le 15 mars, Alexander Mach en devient le commandant et le reste jusqu'au printemps 1945, au moment de la disparition de la République.
Les fonctions de la garde sont précisées dans une série de décrets gouvernementaux : une organisation paramilitaire attachée au parti, promotion du patriotisme, formation paramilitaire et maintien de la sécurité intérieure.
En assumant ces tâches, la garde est conçue pour contrebalancer l'armée et la police. En 1941, les troupes de choc de la garde sont entraînées dans des camps SS en Allemagne et des SS y sont détachés comme conseillers. C'est alors que la plupart des gardes originaires des classes moyennes quittent l'organisation, qui se compose désormais majoritairement de paysans et d'ouvriers non qualifiés ainsi que de divers éléments douteux.

## Déportation des juifs
En 1942, la garde Hlinkova supervise la déportation des juifs slovaques vers le camp de concentration et d'extermination d'Auschwitz. Elle effectue régulièrement des rafles de juifs durant le printemps et l'été 1942. La déportation des juifs par la garde Hlinkova va de pair avec la confiscation de leurs biens (Arizácia majetku), en partie redistribués à des membres de la garde.

## Concurrence politique
Un petit groupe appelé Náš Boj (littéralement : "Notre lutte"), opérant sous les auspices de la SS, forme l'élément le plus radical de la garde. À travers ses années d'existence, la garde Hlinkova est en concurrence (et complémentarité) avec le Parti populaire slovaque Hlinka pour la gestion du pays. Après le soulèvement national slovaque anti-nazi d'août 1944, elle est intégrée à la SS. Les unités spéciales de la garde Pohotovostné oddiely Hlinkovej gardy - POHG sont employées contre les résistants et les juifs.

## Commandants
| du               | au               | Nom             |
| ---------------- | ---------------- | --------------- |
| 6 octobre 1938   | 14 mars 1939     | Karol Sidor     |
| 14 mars 1939     | 21 mai 1940      | Alexander Mach  |
| 21 mai 1940      | 29 juillet 1940  | František Galan |
| 29 juillet 1940  | 5 September 1944 | Alexander Mach  |
| 5 septembre 1944 | 8 mai 1945       | Otomar Kubala   |

## Dans la littérature de fiction
La garde Hlinkova est un groupe antagoniste pivot dans le roman écrit en 2006 par Colum McCann, Zoli.

## Source
- (en) Cet article est partiellement ou en totalité issu de l’article de Wikipédia en anglais intitulé « Hlinka Guard » (voir la liste des auteurs).